# マンリー・バルザーエンジン
マンリー・バルザーエンジン（Manly-Balzer engine）は動力付き固定翼機用に設計された航空用エンジンである。アメリカ人天文学者、発明家のサミュエル・ラングレーの計画した人類初の動力付き固定翼機による本格的な飛行を成功させるべく製造された。そのエンジンの初期型は1901年に無人型エアロドロームにまず搭載され、飛行は成功した。パワーアップされた後期型は有人機型エアロドロームに搭載され1903年に飛行試験が行われたが失敗に終わった。
ライト兄弟による人類初の動力付き固定翼機ライトフライヤーによる本格的な飛行が成功した後に、グレン・カーチスにより有人型エアロドロームが復元され、その飛行は実現された。その後に続く航空用星型エンジンの嚆矢となった。
エンジンの現物は、スミソニアン協会を経てワシントンD.C.の国立航空宇宙博物館に展示されている。

## 概要
エンジンの原型はアメリカ、ニューヨークのステファン・バルザー（1864-1940）に発注されたエンジンであった。しかし彼の造った5気筒回転式エンジンはラングレーの要求性能を満たせなかった。ラングレーの助手であるチャールズ・マンリーは、バルザーのエンジンを再設計し、軽量化を施しかつ排気量を拡大し、静止型星型エンジンにして大幅に変更を加えた。エンジンのパワーウェイトレシオは小さくなり、その値は、しばらくの間破られることはなかった。マンリーは後に、航空パイオニアとなるグレン・カーチスの下で働き、有名な航空エンジンのカーチスOX-5の設計メンバーの内の一人となった。マンリーが設計したエンジンは、量産化されたものではなく、エアロドローム用に特製されたものであった。無人用と出力を強化した有人用にそれぞれ1台ずつ製作された。

## 開発経緯
有人動力付き固定翼機の開発を始めた1898年頃の比較的早い時期から、その航空機エアロドロームを推進させる動力については重要視されていた。この当時、ガソリンを燃料とするレシプロ内燃機関が発明されて間もない時期で、この軽量な割に出力のある内燃機関以外にはエアロドロームが必要とする性能を満足する動力は見当たらなかった。条件を満足するエンジンに関する情報を取り急ぎ集め調査した結果、ニューヨークに住んでいる何人かのエンジン製造者の内の一人であるステファン・バルザーとエンジン開発の契約を交わした。
バルザーはハンガリー移民で、曲げ加工の技術を持ち、ティファニーの時計修理部門で働ていた間、様々な機械部品の設計を始めていた。仕事を続けながら夜学で工学を学んだ。3気筒回転式エンジンを設計し小型の4輪の乗り物の動力として搭載した。1894年にこの4輪車はニューヨークで最初の4輪自動車となった。バルザーはラングレーの要求を満たすエンジンを設計できると確信していた。これまでの3気筒回転式エンジンを基にシリンダー数を5本に増やすとともにシリンダー自体も拡大させることで達成できる考えた。1898年12月にラングレーはバルザーと契約を結び、バルザーは自分のコンセプトを実現するために改設計の作業に取り掛かった。
エンジンの設計と製作は比較的に早く完了したが、そのエンジンは出力不足であることが判明し、ラングレー側に引き渡されなかった。ラングレーの要求は少なくとも12hp以上の出力であったのに、製造されたエンジンは8～10hpしかなかった。後に多くの技術者が指摘したように、既存のエンジンの単純なスケールアップでは上手くいかないことをバルザーは理解した。マンリーはバルザーと一緒に作業に取り掛かり設計の改良に努めたが、1899年の時点でバルザーと一緒に作業を行う意志が無いことを明らかにした。バルザーは決してこのエンジンのことを諦めなかった。数年間かは設計に取り組み続けたが、最終的にはこのエンジンの設計をしている途中で破産してしまった。
1900年にマンリーはヨーロッパに出張した。出張の間に出会ったほとんどの技術者が、マンリーに対し回転式エンジンは将来性が無いと語った。その後にマンリーは結果的に回転式エンジンに将来性が無いことを自ら証明することとなる。マンリーは設計作業を進め、既存のバルザーのエンジンの内の1基を、静止型星型エンジンに改造した。静止型星型エンジンの懸念は、エンジン本体が回転しないで固定されているので、これまでの回転式エンジンがエンジン本体を回転させることでシリンダー周囲のフィンに空気の流れ起こしエンジン冷却をするという効果が期待できないことであった。この問題は、シリンダーの周囲に金属製のジャケットを巻きつけ溶接し、シリンダーとジャケットの間にできた空間に水を満たし、エンジンを水冷することにより解決した。この改造は好影響を与え、エンジン出力はすぐに12～16hpに向上した。このエンジンはエアロドロームの4分の1スケールの無人固定翼航空機に搭載され、1901年に飛行に成功した。

## 有人飛行への試み
この成功に勇気付けられ、マンリーはより大きなシリンダーと新たに開発した軽量のピストンにより、無人機に搭載されたエンジンのスケールアップを目指し改設計に取り掛かり、製作中の事故で目を損傷しながらも重量120ポンド、出力52hpのエンジンを完成させた。このエンジンは、この時代では最も優れたパワーウェイトレシオを持つものであった。この性能値を上回るエンジンは最終的にライト兄弟がライトフライヤーの飛行が成功するまで出現しなかった。
マンリーのエンジンは1903年3月に納入され、エアロドロームの組立作業が続けられる中、その夏には機体に取り付けられた。その年の9月には試験飛行のためポトマック川に運搬され、10月7日に飛行試験が行われたが、派手に墜落して失敗に終わった。皮肉なことに、ラングレー自身もまた他の飛行家同様にスケールアップ問題に直面したのであった。頑丈な4分の1スケールモデルに対し、フルサイズモデルの有人型は絶望的に機体の強度が無かったうえ、マンリーは予行練習無しで飛行したのである。

## 再びの試み
グレン・カーチスは、ライト兄弟の特許権を無効化させるために、ラングレーのエアロドロームの飛行が本当は可能であったという事を証明するために、エアロドロームを復元し飛行試験を行った。カーチスが新たに再現したエアロドロームは強度を増すために補強を行い機体重量が増加していたが、エンジンは当時と同様のものが使われ、このエアロドロームの再現飛行が成功したことにより、エンジンが完全に機能することが証明された。

## 評価
数年後、マンリーはスミソニアン研究所に依頼され、このエンジンについての論文を書き上げた。バルザーの貢献を無視した文脈の論文がスミソニアンに渡された。バルザーが設計し直した5気筒回転式エンジンは実際には要求した性能を発揮できなかったし、エンジン自体もラングレーの機体には搭載されなかった為である。バルザーの家族はこの事に立腹し、スミソニアンは最終的によりバランスのとれた中立的な論文に変更した。

## スペック（有人用）
仕様
- 型式：5気筒水冷単列星型エンジン
- ボア：5.0in(127mm)
- ストローク：5.5in(140mm)
- 総排気量：540立方in(8.85L)
- 乾燥重量：136lb(62kg)

補機
- 冷却系：水冷方式

性能
- 出力：52hp(39kW)/950rpm
- 排気量当り出力：0.10hp/立方in(4.4kW/L)
- パワーウエイトレシオ：2.63lb/hp(1.59kg/kW)

## 搭載機
ラングレー・エアロドローム

## 参照
- Langley's Feat and folly
- A History of Aircraft Piston Engines, Herschel Smith, Sunflower University Press, 1986, ISBN 0-07-058472-9